# Sińczyk-Leśniczówka
Sińczyk-Leśniczówka (niem. Klein Blaustein) – osada leśna w Polsce, w województwie warmińsko-mazurskim, w powiecie kętrzyńskim, w gminie Srokowo. Wchodzi w skład sołectwa Siniec.
Do 2023 miejscowość była częścią wsi Siniec.
W latach 1975–1998 Sińczyk-Leśniczówka administracyjnie należał do województwa olsztyńskiego.